# Beaufort-Blavincourt
Pour les articles homonymes, voir Beaufort.
Beaufort-Blavincourt est une commune française située dans le département du Pas-de-Calais en région Hauts-de-France. Ses habitants sont appelés les Beaufortins. La commune est membre de la communauté de communes des Campagnes de l'Artois.

## Géographie

### Localisation
Localisée dans le sud-est du département du Pas-de-Calais, Beaufort-Blavincourt est une commune limitrophe d'Avesnes-le-Comte et située, à vol d'oiseau, à 19 km à l'ouest de la commune d’Arras (chef-lieu d'arrondissement et préfecture du Pas-de-Calais).
Le territoire de la commune est limitrophe de ceux de sept communes.
Les communes limitrophes sont Lignereuil, Liencourt, Manin, Noyelle-Vion, Avesnes-le-Comte, Denier et Grand-Rullecourt.

### Géologie et relief
La superficie de la commune est de 7,98 km2 ; son altitude varie de 118  à   158 mètres.

### Hydrographie
Le territoire de la commune est situé dans le bassin Artois-Picardie. Elle n'est drainée par aucun cours d'eau,.

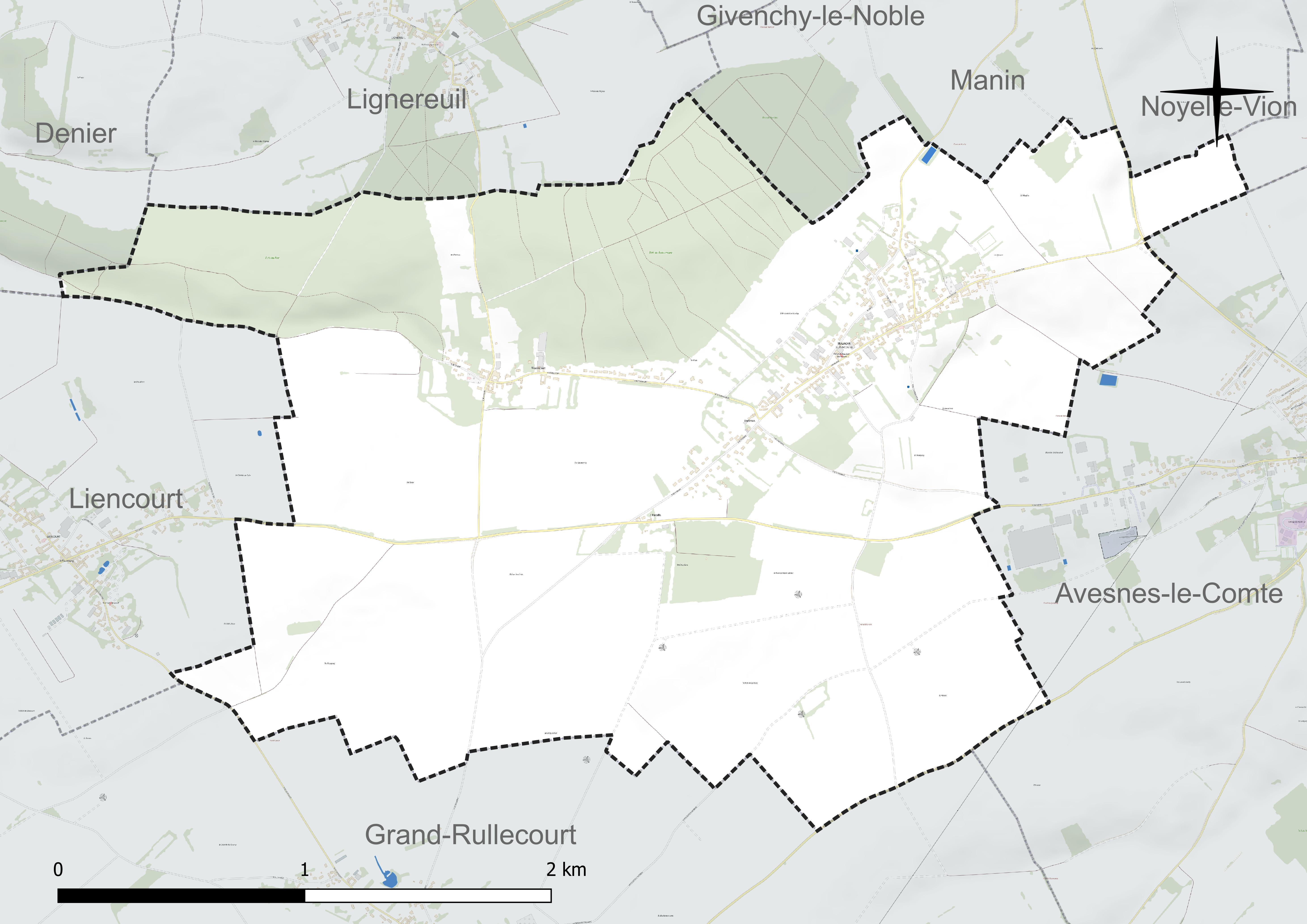
Réseau hydrographique de Beaufort-Blavincourt.

### Climat
Pour des articles plus généraux, voir Climat des Hauts-de-France et Climat du Pas-de-Calais.
En 2010, le climat de la commune est de type climat océanique dégradé des plaines du Centre et du Nord, selon une étude du CNRS s'appuyant sur une série de données couvrant la période 1971-2000. En 2020, Météo-France publie une typologie des climats de la France métropolitaine dans laquelle la commune est exposée à un climat océanique et est dans la région climatique Côtes de la Manche orientale, caractérisée par un faible ensoleillement (1 550 h/an) ; forte humidité de l'air (plus de 20 h/jour avec humidité relative > 80 % en hiver), vents forts fréquents.
Pour la période 1971-2000, la température annuelle moyenne est de 10 °C, avec une amplitude thermique annuelle de 13,9 °C. Le cumul annuel moyen de précipitations est de 856 mm, avec 13,1 jours de précipitations en janvier et 9,4 jours en juillet. Pour la période 1991-2020, la température moyenne annuelle observée sur la station météorologique la plus proche, située sur la commune de Saulty à 8 km à vol d'oiseau, est de 10,4 °C et le cumul annuel moyen de précipitations est de 899,7 mm,. Pour l'avenir, les paramètres climatiques de la commune estimés pour 2050 selon différents scénarios d'émission de gaz à effet de serre sont consultables sur un site dédié publié par Météo-France en novembre 2022.

### Paysages
Pour un article plus général, voir Paysage en France.
La commune s'inscrit à la jonction de deux paysages régionaux tels qu'ils sont définis dans l'atlas de paysages de la région Nord-Pas-de-Calais, conçu par la direction régionale de l'Environnement, de l'Aménagement et du Logement (DREAL), :
- les « paysages des grandes plaines arrageoises et cambrésiennes », qui concernent 238 communes, sont constitués de 80,36 % de cultures, de 8,01 % d'espaces artificialisés avec les communes principales de Cambrai, Caudry, Bapaume et Avesnes-le-Comte, de 7,25 % de prairies naturelles, permanentes, de 3,19 % de forêts et de milieux semi-naturels, 0,77 % de friches industrielles, de 0,38 % de cours d'eau et plan d'eau et de 0,04 % d’espaces industriels. Ces paysages sont dominés par les « grandes cultures » de céréales et de betteraves industrielles qui représentent 70 % de la surface agricole utilisée (SAU)[12] ;
- les « paysages du Ternois », qui concernent 138 communes avec trois pôles d'attraction que sont Hesdin-la-Forêt à l'ouest, Saint-Pol-sur-Ternoise à l'est et, dans une moindre mesure, Frévent en lisière sud, sont délimités par deux cours d'eau : la Canche au sud et la Ternoise au nord. Ces paysages sont composés de plateaux, de vallées et de bocages. Les plateaux du Ternois montrent une structure tabulaire assez plane et une altitude assez régulière avec des points culminants entre 150  à   160 m[13].

Le territoire d'une vingtaine de kilomètres du nord au sud et d'est en ouest, est traversé par la D 939 reliant Saint-Pol-sur-Ternoise à Hesdin-la-Forêt, par la D 912 entre Saint-Pol-sur-Ternoise et Frévent et par la ligne ferroviaire de Saint-Pol-sur-Ternoise à Étaples dans la vallée de la Canche. La position excentrée, en l'absence de grands axes autoroutiers ou ferrés structurants, a permis au Ternois de conserver un caractère rural.
Au niveau de l'occupation des sols de ces « paysages du Ternois », les surfaces cultivées représentent 66,80 % de la surface totale et sont omniprésentes sur les plateaux avec majoritairement la culture de la betterave et de la pomme de terre, les prairies naturelles, permanentes 19 %, les forêts, comme la forêt d'Hesdin, et milieux semi-naturels 7,26 %, présentes dans les deux principales vallées de la Ternoise et de la Canche, les espaces artificialisés 3,22 % avec principalement les communes de Saint-Pol-sur-Ternoise, Hesdin-la-Forêt et Frévent, les espaces industriels 0,52 % et les cours d'eau et plans d'eau 0,21 %.

## Urbanisme

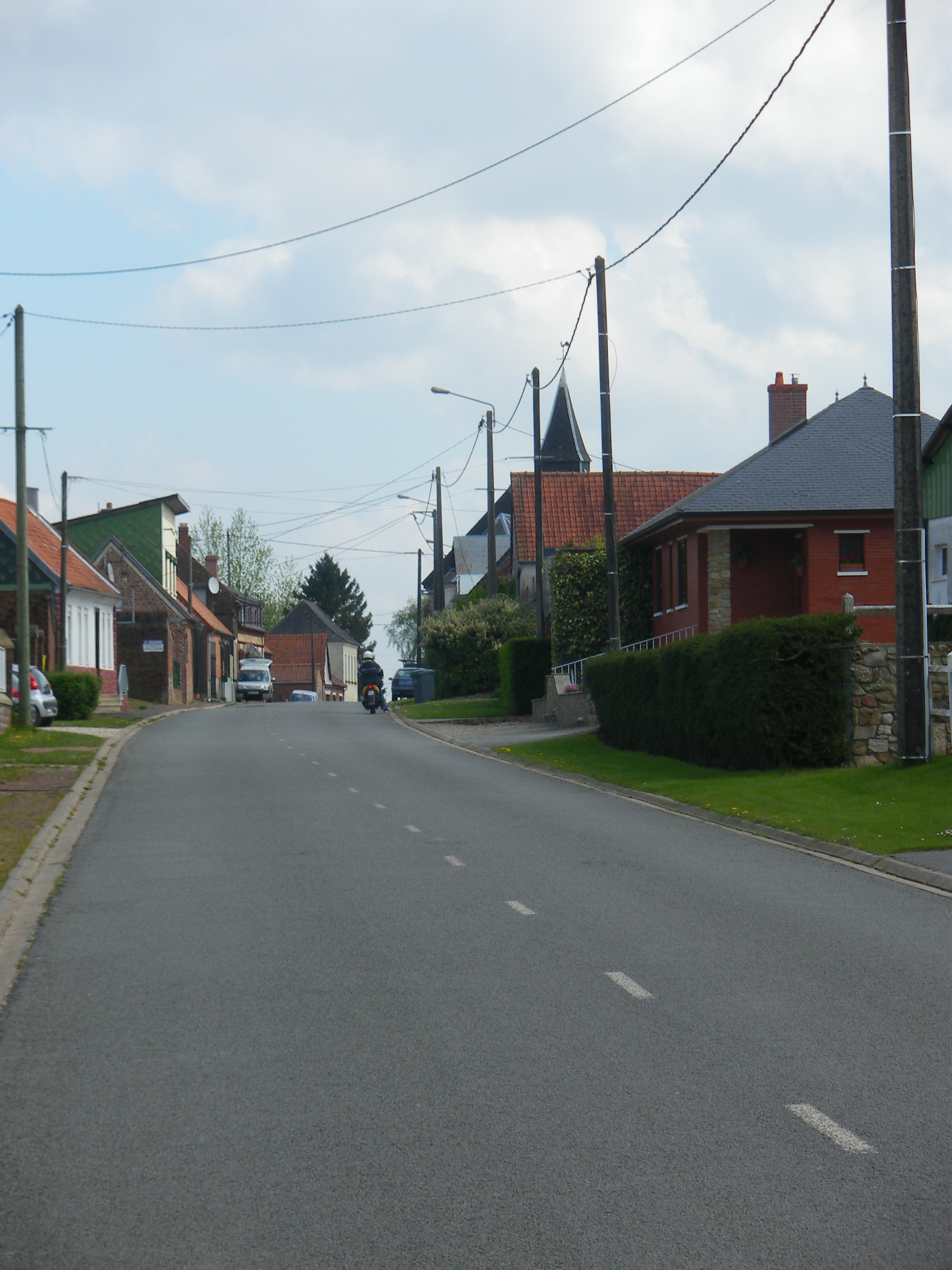
La Grande-rue.

### Typologie
Au 1er janvier 2024, Beaufort-Blavincourt est catégorisée commune rurale à habitat dispersé, selon la nouvelle grille communale de densité à sept niveaux définie par l'Insee en 2022.
Elle est située hors unité urbaine. Par ailleurs la commune fait partie de l'aire d'attraction d'Arras, dont elle est une commune de la couronne,. Cette aire, qui regroupe 163 communes, est catégorisée dans les aires de 50 000 à moins de 200 000 habitants,.

### Occupation des sols
L'occupation des sols de la commune, telle qu'elle ressort de la base de données européenne d'occupation biophysique des sols Corine Land Cover (CLC), est marquée par l'importance des territoires agricoles (77,2 % en 2018), une proportion identique à celle de 1990 (77,2 %). La répartition détaillée en 2018 est la suivante : 
terres arables (65,2 %), forêts (17,8 %), prairies (12,1 %), zones urbanisées (4,9 %). L'évolution de l'occupation des sols de la commune et de ses infrastructures peut être observée sur les différentes représentations cartographiques du territoire : la carte de Cassini (XVIIIe siècle), la carte d'état-major (1820-1866) et les cartes ou photos aériennes de l'IGN pour la période actuelle (1950 à aujourd'hui).

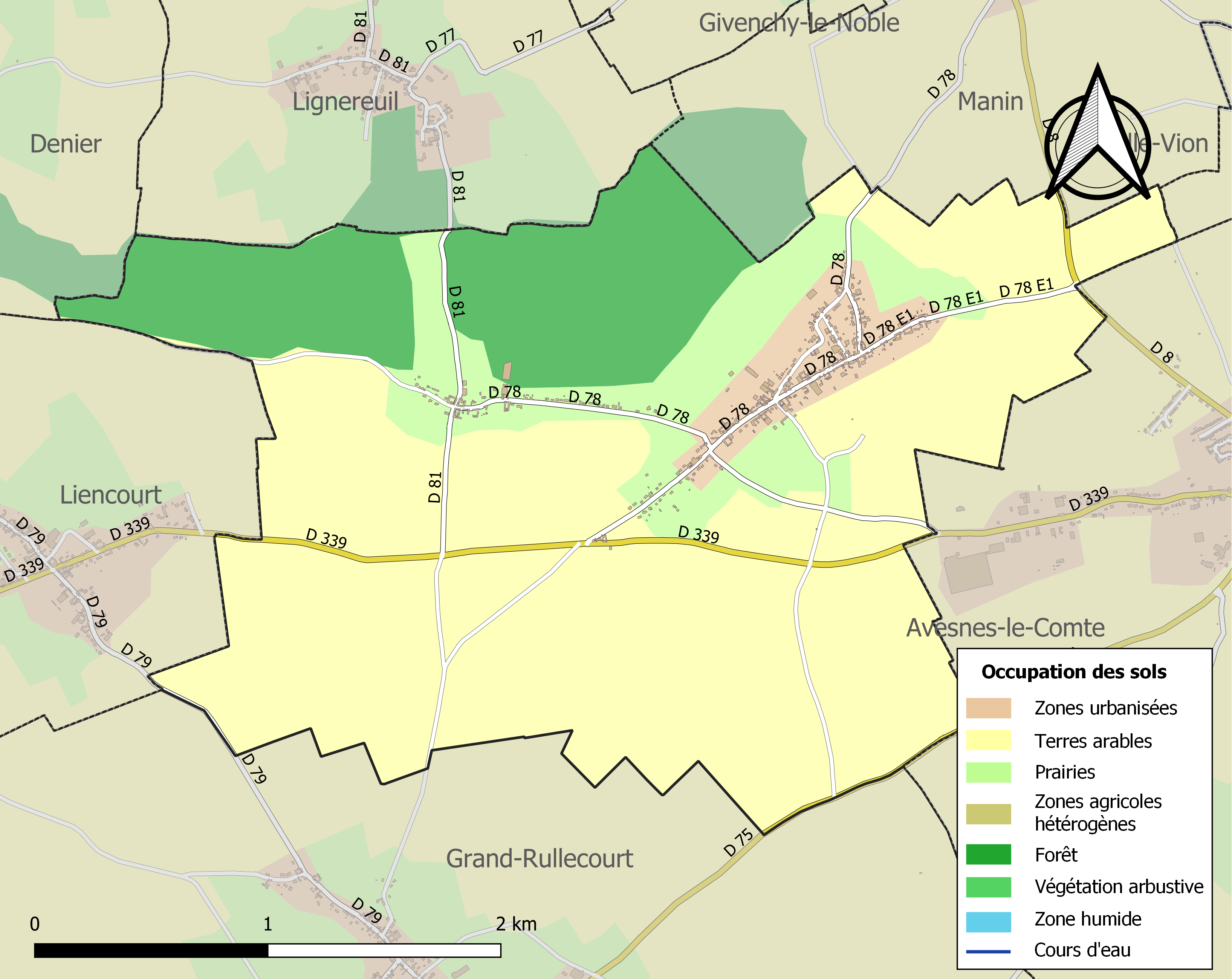
Carte des infrastructures et de l'occupation des sols de la commune en 2018 (CLC).

### Voies de communication et transports

#### Voies de communication
La commune est desservie par les routes départementales D 78, D 81 et D 339 et est limitrophe de la sortie no 14 de l'autoroute A1 reliant Paris à Lille.

#### Transport ferroviaire
La commune est située à 11 km de la gare de Tincques, située sur la ligne de Saint-Pol-sur-Ternoise à Étaples, desservie par des trains TER Hauts-de-France et à 23 km de la gare d'Arras, située sur la ligne de Paris-Nord à Lille et desservie par des TGV inOui et des trains TER Hauts-de-France,.
La commune était desservie, de 1895 à 1948, par la ligne de chemin de fer Lens - Frévent, une ancienne ligne de chemin de fer qui reliait les communes de Lens et de Frévent.

## Toponymie

### Beaufort-Blavincourt
Beaufort absorbe Blavincourt en 1859 et prend le nom de Beaufort-Blavincourt.

#### Beaufort
Le nom de la localité est attesté sous les formes Bialfort (1186) ; Belfort (1189) ; Biaufort (1191) ; Beaufort (1222) ; Bellum Forte (1225) ; Byaufort (1316) ; Beauffort (1383) ; Beaufort lez Avesnes (1739).

#### Blavincourt
Le nom de la localité est attesté sous les formes Bavelainicurt (1119) ; Bavelencurt (1138) ; Baveleincort (1170) ; Bavelencort (1189) ; Bavelaincourt (1218) ; Bavelainecort (1222) ; Bavelecort (1240) ; Bavelainnecort (1258) ; Bavinecourt (XIIIe siècle) ; Bavelainecourt (1340) ; Bavelincourt (1408) ; Blavaincourt (1545).

## Histoire

### Première Guerre mondiale
Lors de la bataille de l'Artois, un des affrontements de la Première Guerre mondiale, Beaufort-Blavincourt située à l'arrière du front, accueille des soldats relevés du front fin mai début juin 1915. Pendant cette période de cantonnement, les troupes récupèrent, se livrent à des opérations de nettoyage de leurs équipements et suivent des périodes d'instruction, d'entrainement à la marche…, D'autres villages des environs, Givenchy-le-Noble, Tilloy-lès-Hermaville, Beaudricourt et Sus-Saint-Léger servent également de lieu de cantonnement en juin 1915 pendant cette bataille.

## Politique et administration

### Découpage territorial
La commune se trouve dans l'arrondissement d'Arras du département du Pas-de-Calais.

#### Commune et intercommunalités
La commune est membre de la communauté de communes des Campagnes de l'Artois qui regroupe 96 communes et totalise 33 141 habitants en 2021.

#### Circonscriptions administratives
La commune est rattachée au canton d'Avesnes-le-Comte.

#### Circonscriptions électorales
Pour l'élection des députés, la commune fait partie de la première circonscription du Pas-de-Calais.

### Élections municipales et communautaires

#### Liste des maires
| Période                                  | Période                       | Identité     | Étiquette | Qualité                        |
| ---------------------------------------- | ----------------------------- | ------------ | --------- | ------------------------------ |
| Les données manquantes sont à compléter. |                               |              |           |                                |
| avant 1995                               | 1995                          | Gérard Nocq  | PS        |                                |
| 1995                                     | 2020                          | Serge Duez   |           | Réélu pour le mandat 2014-2020 |
| 23 mai 2020                              | En cours (au 31 janvier 2022) | André Michel |           | Ancien cadre,                  |

## Équipements et services publics

### Justice, sécurité, secours et défense
La commune dépend du tribunal judiciaire d'Arras, du conseil de prud'hommes d'Arras, de la cour d'appel de Douai, du tribunal de commerce d'Arras, du tribunal administratif de Lille, de la cour administrative d'appel de Douai et du tribunal pour enfants d'Arras.

## Population et société

### Démographie
Les habitants de la commune sont appelés les Beaufortins.

#### Évolution démographique
L'évolution du nombre d'habitants est connue à travers les recensements de la population effectués dans la commune depuis 1793. Pour les communes de moins de 10 000 habitants, une enquête de recensement portant sur toute la population est réalisée tous les cinq ans, les populations de référence des années intermédiaires étant quant à elles estimées par interpolation ou extrapolation. Pour la commune, le premier recensement exhaustif entrant dans le cadre du nouveau dispositif a été réalisé en 2005.

En 2022, la commune comptait 404 habitants, en évolution de +1,25 % par rapport à 2016 (Pas-de-Calais : −0,72 %, France hors Mayotte : +2,11 %).
| 1793 | 1800 | 1806 | 1821 | 1831 | 1836 | 1841 | 1846 | 1851 |
| ---- | ---- | ---- | ---- | ---- | ---- | ---- | ---- | ---- |
| 300  | 448  | 289  | 288  | 346  | 327  | 309  | 310  | 327  |

| 1856 | 1861 | 1866 | 1872 | 1876 | 1881 | 1886 | 1891 | 1896 |
| ---- | ---- | ---- | ---- | ---- | ---- | ---- | ---- | ---- |
| 289  | 624  | 618  | 595  | 553  | 501  | 483  | 490  | 430  |

| 1901 | 1906 | 1911 | 1921 | 1926 | 1931 | 1936 | 1946 | 1954 |
| ---- | ---- | ---- | ---- | ---- | ---- | ---- | ---- | ---- |
| 415  | 418  | 416  | 382  | 363  | 360  | 323  | 327  | 304  |

| 1962 | 1968 | 1975 | 1982 | 1990 | 1999 | 2005 | 2006 | 2010 |
| ---- | ---- | ---- | ---- | ---- | ---- | ---- | ---- | ---- |
| 309  | 319  | 300  | 355  | 394  | 386  | 424  | 426  | 430  |

| 2015 | 2020 | 2022 | - | - | - | - | - | - |
| ---- | ---- | ---- | - | - | - | - | - | - |
| 402  | 406  | 404  | - | - | - | - | - | - |

#### Pyramide des âges
En 2018, le taux de personnes d'un âge inférieur à 30 ans s'élève à 30,3 %, soit en dessous de la moyenne départementale (36,7 %). À l'inverse, le taux de personnes d'âge supérieur à 60 ans est de 32,5 % la même année, alors qu'il est de 24,9 % au niveau départemental.
En 2018, la commune comptait 194 hommes pour 206 femmes, soit un taux de 51,5 % de femmes, égal au taux départemental (51,5 %).
Les pyramides des âges de la commune et du département s'établissent comme suit.
| Hommes | Classe d’âge | Femmes |
| ------ | ------------ | ------ |
| 0,0    | 90 ou +      | 0,5    |
| 6,6    | 75-89 ans    | 11,0   |
| 25,4   | 60-74 ans    | 21,5   |
| 20,8   | 45-59 ans    | 17,7   |
| 18,8   | 30-44 ans    | 17,2   |
| 12,7   | 15-29 ans    | 15,3   |
| 15,7   | 0-14 ans     | 16,7   |

| Hommes | Classe d’âge | Femmes |
| ------ | ------------ | ------ |
| 0,5    | 90 ou +      | 1,6    |
| 5,6    | 75-89 ans    | 8,9    |
| 16,7   | 60-74 ans    | 18,1   |
| 20,2   | 45-59 ans    | 19,2   |
| 18,9   | 30-44 ans    | 18,1   |
| 18,2   | 15-29 ans    | 16,2   |
| 19,9   | 0-14 ans     | 17,9   |

## Culture locale et patrimoine

### Lieux et monuments

#### Monument historique
- La motte féodale, inscrite au titre des monuments historiques depuis le 6 août 1982[36].

#### Autres monuments

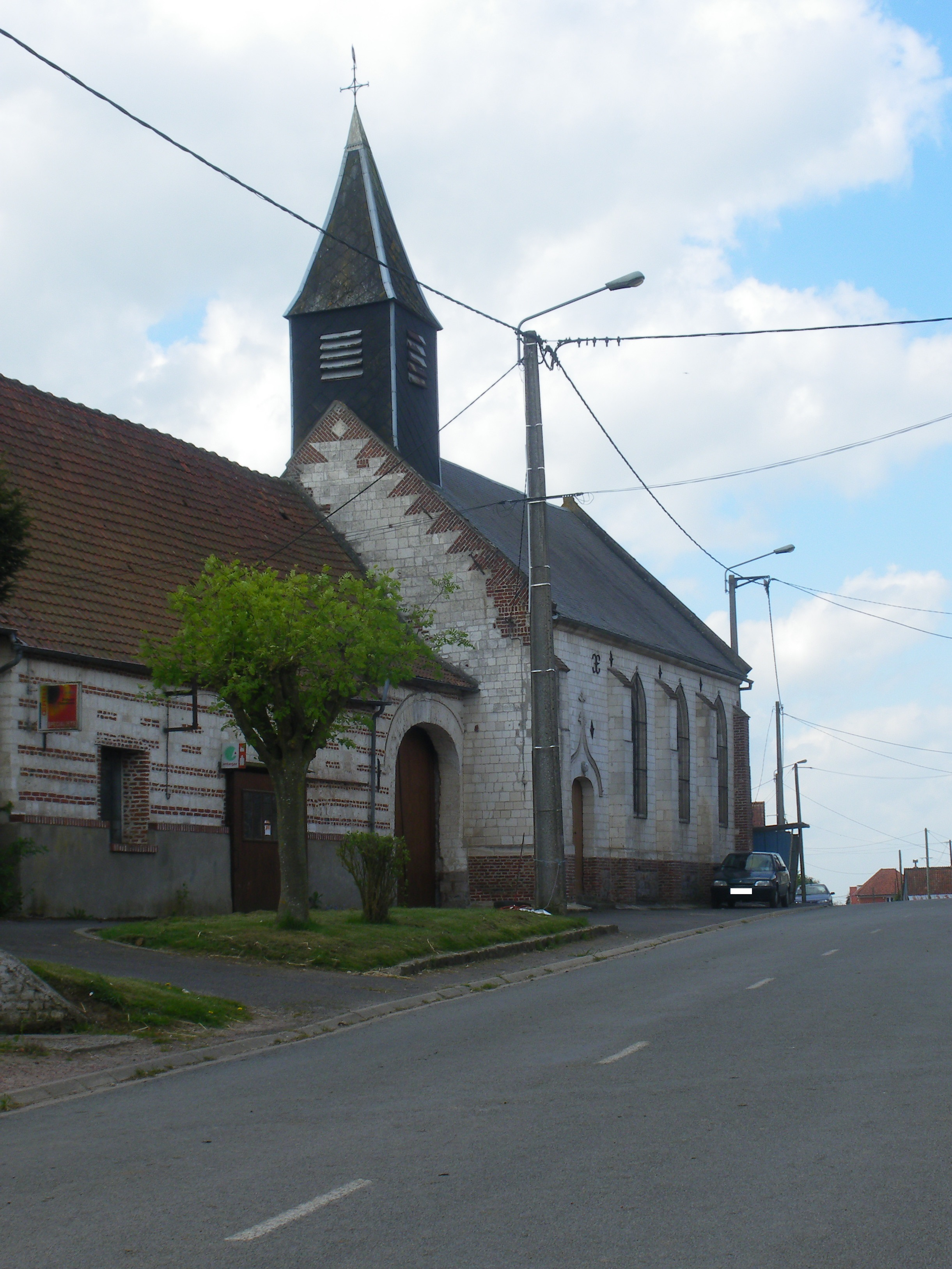
L'église.

- L'église Saint trinité et Saint Pierre.
- Le monument aux morts[37].

### Héraldique
| Blason de Beaufort-Blavincourt | Blason  | D'azur à trois jumelles d'or.                    |
| Blason de Beaufort-Blavincourt | Détails | Le statut officiel du blason reste à déterminer. |

## Pour approfondir